# Friedrichsdorf
Friedrichsdorf é um município da Alemanha, situado no distrito do Alto Taunus, no estado de Hesse. Tem 30,12 km² de área, e sua população em 2019 foi estimada em 25.234 habitantes.